# Firdavs Abdukhalikov
 (novembre 2024).
 (novembre 2024).
La mise en forme du texte ne suit pas les recommandations de Wikipédia : il faut le « wikifier ».
Les points d'amélioration suivants sont les cas les plus fréquents. Le détail des points à revoir est peut-être précisé sur la page de discussion.
- Les titres sont pré-formatés par le logiciel. Ils ne sont ni en capitales, ni en gras.
- Le texte ne doit pas être écrit en capitales (les noms de famille non plus), ni en gras, ni en italique, ni en « petit »…
- Le gras n'est utilisé que pour surligner le titre de l'article dans l'introduction, une seule fois.
- L'italique est rarement utilisé : mots en langue étrangère, titres d'œuvres, noms de bateaux, etc.
- Les citations ne sont pas en italique mais en corps de texte normal. Elles sont entourées par des guillemets français : « et ».
- Les listes à puces sont à éviter, des paragraphes rédigés étant largement préférés. Les tableaux sont à réserver à la présentation de données structurées (résultats, etc.).
- Les appels de note de bas de page (petits chiffres en exposant, introduits par l'outil «  Source ») sont à placer entre la fin de phrase et le point final[comme ça].
- Les liens internes (vers d'autres articles de Wikipédia) sont à choisir avec parcimonie. Créez des liens vers des articles approfondissant le sujet. Les termes génériques sans rapport avec le sujet sont à éviter, ainsi que les répétitions de liens vers un même terme.
- Les liens externes sont à placer uniquement dans une section « Liens externes », à la fin de l'article. Ces liens sont à choisir avec parcimonie suivant les règles définies. Si un lien sert de source à l'article, son insertion dans le texte est à faire par les notes de bas de page.
- La présentation des références doit suivre les conventions bibliographiques. Il est recommandé d'utiliser les modèles {{Ouvrage}}, {{Chapitre}}, {{Article}}, {{Lien web}} et/ou {{Bibliographie}}. Le mode d'édition visuel peut mettre en forme automatiquement les références.
- Insérer une infobox (cadre d'informations à droite) n'est pas obligatoire pour parachever la mise en page.

Pour une aide détaillée, merci de consulter Aide:Wikification.
Si vous pensez que ces points ont été résolus, vous pouvez retirer ce bandeau et améliorer la mise en forme d'un autre article.
Firdavs Fridunovitch Abdukhalikov ( ouzbek : Firdavs Fridunovich Abduxoliqov ; genre. 10 août 1963, Samarkand, RSS d'Ouzbékistan, URSS ) - Scientifique et personnalité publique ouzbek, directeur des médias, producteur de cinéma et de télévision.
Président du conseil d'administration de WOSKU, chef du Centre pour Centre de la civilisation islamique. Fondateur des premières sociétés de télévision, de radio et de journaux non étatiques en Ouzbékistan. Journaliste émérite d'Ouzbékistan, auteur d'une série de livres sur le patrimoine culturel et historique de l'Ouzbékistan.

## Biographie
Firdavs Fridunovitch Abdukhalikov est né le 10 août 1963 à Samarcande, d'un père médecin, Fridun Abdukhalikov, et d'une mère femme de lettres, Makhira Latipova. Par son père, il est l’arrière-petit-fils de l'écrivain Mirzo Kokanbay Abdukhalikov, et par sa mère, il est l'arrière-petit-fils de l'industriel et mécène Mirzo Bukhari.

### Éducation
En 1980, il est diplômé de l'école n°16 de Samarcande. En 1980-1985, il a étudié à la Faculté de philologie de l'université d'état de Samarkand, en 2001-2007 - à la Faculté d'économie. Le 24 octobre 2023, il a soutenu sa thèse de doctorat sur le thème « Interprétation artistique de personnages historiques dans les miniatures médiévales d'Orient » .

### Activité de travail
- 1985—1987 — Enseignant à l'École professionnelle technique n° 33 de Samarcande.
- 1987—1988 — Directeur adjoint chargé des activités éducatives à l'École polygraphique n° 16 de Samarcande.
- 1988—1989 — Directeur du Centre de la jeunesse de la région de Samarcande.
- 1989—1998 — Directeur général et fondateur de la première société de télévision et de radio privée, STV (ru).
- 1998—1999 — Vice-président de la Société nationale de radiodiffusion-télévision d'Ouzbékistan.
- 1999—2004 — Député de la convocation de l'Oliy Majlis de la République d'Ouzbékistan.
- 1999—2001 — Président de la commission des affaires de la jeunesse de l'Oliy Majlis de la république d'Ouzbékistan.
- 1999—2002 — Consultant principal du service de presse du président de la république d'Ouzbékistan.
- En 2016 — Fondateur et directeur du club de presse Press Club: Elections-2016
- 2003—2022 — Fondateur et président du conseil d'administration de l'Association nationale des médias électroniques d'Ouzbékistan.
- Depuis 2018 — Président du conseil d'administration de la Société mondiale pour la préservation, l'étude et la popularisation du patrimoine culturel d'Ouzbékistan (WOSKU).
- 2019—2024 — Directeur général de l'Agence cinématographique de la république d'Ouzbékistan[2],[3].
- Depuis 2020 — Président du Comité des Oscars d'Ouzbékistan[4].
- Depuis 2021 — Directeur général du Festival international du film de Tachkent[5].
- Depuis 2021 — — Président du conseil de surveillance de la branche du VGIK à Tachkent[6],[7].
- Depuis 2022 — Président de l'Union créative internationale des studios de cinéma des pays de la CEI et de Géorgie[8].
- Depuis 2023 — Président de l'Union des cinéastes du monde turc[9].
- Depuis 2024 — Directeur du Centre de civilisation islamique auprès du Cabinet des ministres de la République d'Ouzbékistan.

## Activités d'édition scientifique
En 2016, il a fondé le projet multimédia international « Le patrimoine culturel de l'Ouzbékistan dans les collections du monde » et en 2018, il a été élu président du conseil d'administration de la Société mondiale pour l'étude, la conservation et la popularisation du patrimoine culturel de l'Ouzbékistan.

### Ouvrages
Il est l'auteur d'ouvrages sur le patrimoine historique de l'Ouzbékistan, notamment :
- Séries d'ouvrages albums : «Le patrimoine culturel de l'Ouzbékistan dans les collections du monde»
- «Épigraphie architecturale de l'Ouzbékistan»
- «Les gardiens des traditions séculaires»
- «La céramique de Rishtan»
- «Chefs-d'œuvre de l'art ouzbek. Arts plastiques»
- «Chefs-d'œuvre de l'art ouzbek. Art du métal»
- «Chefs-d'œuvre de l'art ouzbek. Céramique»
- «Chefs-d'œuvre de l'art ouzbek. Art textile»
- «Kamal ad-Din Behzad : celui qui a surpassé Mani»
- «Sur les rives de l'Aral et de l'Amou : l'art des Karakalpaks»
- «Personnalités historiques de l'Ouzbékistan dans la miniature orientale»

### Facsimilé
" Coran Kattalangar "
" Divan de Hussein Baykaro "
" Jardin de Pureté " (Rauzat al-Safo)
" Code Temur "
" Livre des étoiles fixes "
" Nom Zafar "
" Mirajname "
Actuellement, en collaboration avec la maison d'édition Mueller&Schindler, des travaux sont en cours sur la publication des projets de fac-similé « 114 Corans » et « Manuscrits exceptionnels d'Ouzbékistan ».

### Articles scientifiques
- Livre-description du manuscrit "Divani Khusseini"
- Livre-description du manuscrit "Mirajname"
- Portraits des Timourides dans les miniatures de Kamoliddin Behzod
- Représentations d'Ulugh Beg dans les manuscrits médiévaux
- Rare portrait d'Ulugh Beg
- Richesse laissée par Baikara
- Portraits dans les miniatures de la période safavide
- Miniature orientale : philosophie islamique et imagination humaine
- Image de Babur: symbole de pouvoir et de grandeur
- Babur dans la miniature orientale
- Le patrimoine culturel de l’Ouzbékistan unit des chercheurs du monde entier
- Alisher Navoi dans la miniature orientale
- Manguberdi dans la miniature orientale
- Représentations d'Omar Sheikh Mirza dans la miniature orientale
- "Divani Khusseini" : chef-d'œuvre de l'art culturel de l'Orient
- Mirajname et traduction de "Tazkiratul-Awliya"
- Miniature orientale et philosophie islamique
- Miniatures de Kamaliddin Behzad dans "Khamsa" de Nizami Ganjavi"

### Journalisme
- Orient, ouvre ton visage : comment fonctionne l’interdiction des images dans la culture musulmane (entretien avec Firdavs Abdukhalikov)
- Compétition culturelle sans frontières et sans nœuds gordiens. Firdavs Abdukhalikov - sur les gens, les découvertes scientifiques et le patrimoine culturel de l'Ouzbékistan
- Jaloliddin Manguberdining eng qadimiy suratlari aniklandi

## Activités de production

### Films de fiction
- Ilhak
- Je ne suis pas un terroriste
- Vol 101
- Rêves incolores
- L'arôme du melon à Samarkand
- Servitude[10]
- Indicatif «Baron»
- Destin féminin
- Soleil au goût
- Officier 55
- Ouzbèke

### Films documentaires
- «Ouzbékistan. Perle des Sables»
- «Ouzbékistan. Réveil»
- «Ouzbékistan. Révélations trouvées»
- «Ouzbékistan. Légendes d'amour»
- «Ouzbékistan. Un regard sur la troisième Renaissance»
- «Ouzbékistan. Chaleur et générosité de Dastarkhan»
- «Nouvelle Ouzbékistan»
- «Karakalpakstan. A travers les sables du temps»
- «Noukous. Collection inconnue»
- «Exploit du peuple»
- «Le Coran d'Othman»
- «Coran Kattalangar: faits et mythes»
- Série de documentaires «Patrimoine culturel de l'Ouzbékistan»
- Série documentaire «Cœur du Peuple»

## Distinctions et récompenses

### Distinctions nationales
- Titre honorifique de «Journaliste émérite de la République d'Ouzbékistan» (2011) - pour ses nombreuses années de travail fructueux et ses importantes contributions au développement des médias.
- Ordre de la Gloire du Travail (2018) - pour ses services exceptionnels ayant contribué au développement de l'économie et de la culture, à l'amélioration du bien-être du peuple, au maintien de la paix et de la stabilité.

### Distinctions internationales
- Prix international Avicenne (2019) — pour ses réalisations dans les domaines de la médecine, de l'éducation et de l'enseignement [11].
- Diplôme d'honneur du Ministère de la Culture de la République du Bélarus (2021) — pour sa collaboration fructueuse et le renforcement des relations entre les pays.
- Insigne d'honneur «Excellent du cinéma de la République du Tadjikistan» (2021) — pour sa contribution significative au développement du cinéma en Asie centrale.
- Prix international du festival du film Korkut-Ata (2021) — pour sa contribution à la culture du monde turcophone[12].
- Diplôme d'honneur de la Communauté des États indépendants (2022) — pour sa contribution personnelle au développement du cinéma dans les pays de la CEI[13],[14],[15].
- Diplôme d'honneur du Festival international du film «Eurasie» (2022) — pour son importante contribution au développement du mouvement des festivals en Eurasie.
- Médaille du nom de l'académicien Christian Danilovich Fren de l'Académie des sciences de Russie (2023) — pour sa contribution au développement de la science académique orientaliste.
- Médaille commémorative du jubilé «100 ans de VGIK» (2023) — pour sa participation active aux activités de l'université.
- Titre de «Professeur honoraire du VGIK» (2023) — pour sa contribution personnelle au développement de l'éducation cinématographique et sa participation active à la formation de jeunes spécialistes.
- Prix international du festival du film Korkut-Ata (2023) — — pour sa contribution au développement du cinéma du monde turc[16].
- Médaille d'or de la TURKSOY (2023) — pour sa contribution à la culture et à l'art du monde turc.
- Prix international du festival du film «Touran» (2024) — pour sa contribution au développement du cinéma mondial.

### Distinctions gouvernementales (Ouzbékistan)
- Insigne «Signe de l'Ouzbékistan» (2000)
- Panneau commémoratif «10e anniversaire de l'indépendance de l'Ouzbékistan» (2001)
- Panneau commémoratif «20 ans d'indépendance de la République d'Ouzbékistan» (2011)
- Panneau commémoratif «25 ans d'indépendance de l'Ouzbékistan» (2016)
- Panneau commémoratif «25 ans de la Constitution de l'Ouzbékistan» (2017)
- Panneau commémoratif «30 ans d'indépendance de l'Ouzbékistan» (2021)
- Panneau commémoratif «30 ans de la Constitution de l'Ouzbékistan» (2022)

### Distinctions officielles
- Prix « Honneur » du Ministère de la Culture de la République d'Ouzbékistan (2018)
- Insigne du Ministère de la Culture et du Tourisme de la République d'Ouzbékistan « Désintéressé du tourisme » (2021)
- Plaque commémorative du ministère de l'Intérieur de la république d'Ouzbékistan « 30 ans du ministère de l'Intérieur de la République d'Ouzbékistan » (2021)
- Insigne du Bureau du Procureur général de la République d'Ouzbékistan « Pour la coopération » (2022)
- Cuirasse de l'Académie des sciences d'Ouzbékistan « 80e anniversaire de l'Académie des sciences d'Ouzbékistan » (2024) [17]

### Distinctions publiques
- Grand Prix du prix national « Oltin Kalam » (2011) [18]

## Événements liés au patrimoine culturel de l'Ouzbékistan
1er août 2022 - L'étude et la préservation du patrimoine de l'Ouzbékistan connaissent une véritable renaissance, grâce aux efforts déployés pour documenter et restaurer des objets culturels précieux.
6 décembre 2023 - Le congrès de Samarcande met en lumière le patrimoine culturel unique de l'Ouzbékistan.
10 juillet 2023 - L'Ouzbékistan initie sa renaissance via la culture et l'éducation.
3 septembre 2024 - Des universitaires et scientifiques internationaux réaffirment leur engagement à lutter contre l’islamophobie.
9 septembre 2024 - Le congrès de Samarcande présente le Centre de la civilisation islamique de Tachkent.
2024 - Participation de l'IRCICA à la Semaine du patrimoine culturel en Ouzbékistan, mettant en avant le pays comme carrefour des civilisations.
2024 - L'IRCICA participe au congrès sur le patrimoine culturel de l'Ouzbékistan en tant qu'institution partenaire.
Vème Congrès international - Présentation de 40 nouveaux albums sur le patrimoine culturel ouzbek.
VIème Congrès international - « Le patrimoine culturel de l'Ouzbékistan : le fondement de la nouvelle renaissance ».
Semaine du patrimoine culturel en Ouzbékistan - « Le phénomène des renaissances orientales : États, religions, personnalités et civilisations ».
Célébration de la nouvelle renaissance de l'Ouzbékistan - Un événement marquant dans le développement culturel et scientifique du pays.